# Thomas Morse R-5
Thomas-Morse R-5 hay còn gọi là TM-22, là một loại máy bay đua của Hoa Kỳ trong thập niên 1920.

## Tính năng kỹ chiến thuật
Dữ liệu lấy từ The American Fighter
Đặc tính tổng quát
- Kíp lái: 1
- Chiều dài: 19 ft 10 in (6,05 m)
- Sải cánh: 29 ft 0 in (8,84 m)
- Chiều cao: 8 ft 6 in (2,59 m)
- Diện tích cánh: 174 foot vuông (16,2 m2)
- Trọng lượng có tải: 2.850 lb (1.293 kg)
- Động cơ: 1 × Packard 1A-2025 , 600 hp (450 kW)

Hiệu suất bay
- Vận tốc cực đại: 188 mph (303 km/h; 163 kn)